# Ein scharfer Schuss
Ein scharfer Schuss ist ein Kriminalfilm von 1917 der Filmreihe Phantomas.

## Handlung
Bei Filmaufnahmen löst sich ein scharfer Schuss.

## Hintergrund
Die Produktionsfirma war die Greenbaum-Film GmbH Berlin. Der Film hatte eine Länge von vier Akten auf 1151 Metern, dies entspricht ca. 63 Minuten. Die Zensur fand im Dezember 1917 statt. Die Polizei Berlin belegte ihn mit einem Jugendverbot (Nr. 41336). Die Polizei München verbot die Ankündigung als Detektivfilm (Nr. 26178, 26179, 26180, 26181). Die Uraufführung fand im Dezember 1917 in den Kant-Lichtspielen Berlin statt.